# ㇻ
「ㇻ」は小書き片仮名の「ラ」であり、アイヌ語で使用される仮名のひとつである。前の音と組み合わせ1モーラを形成する。通常は日本語では使用されない。
主にアイヌ語で使用され、前の音があ段で後にrの後が発音される場合に使用される。

## ㇻに関わる諸事項
- アイヌ語に対応する目的で、JIS X 0213で追加された仮名の一つである。
- カムイユカㇻは世界で初めてアイヌ神謡が音声メディア化されたのCDである。[要出典]